# Supercoupe d'Allemagne de football

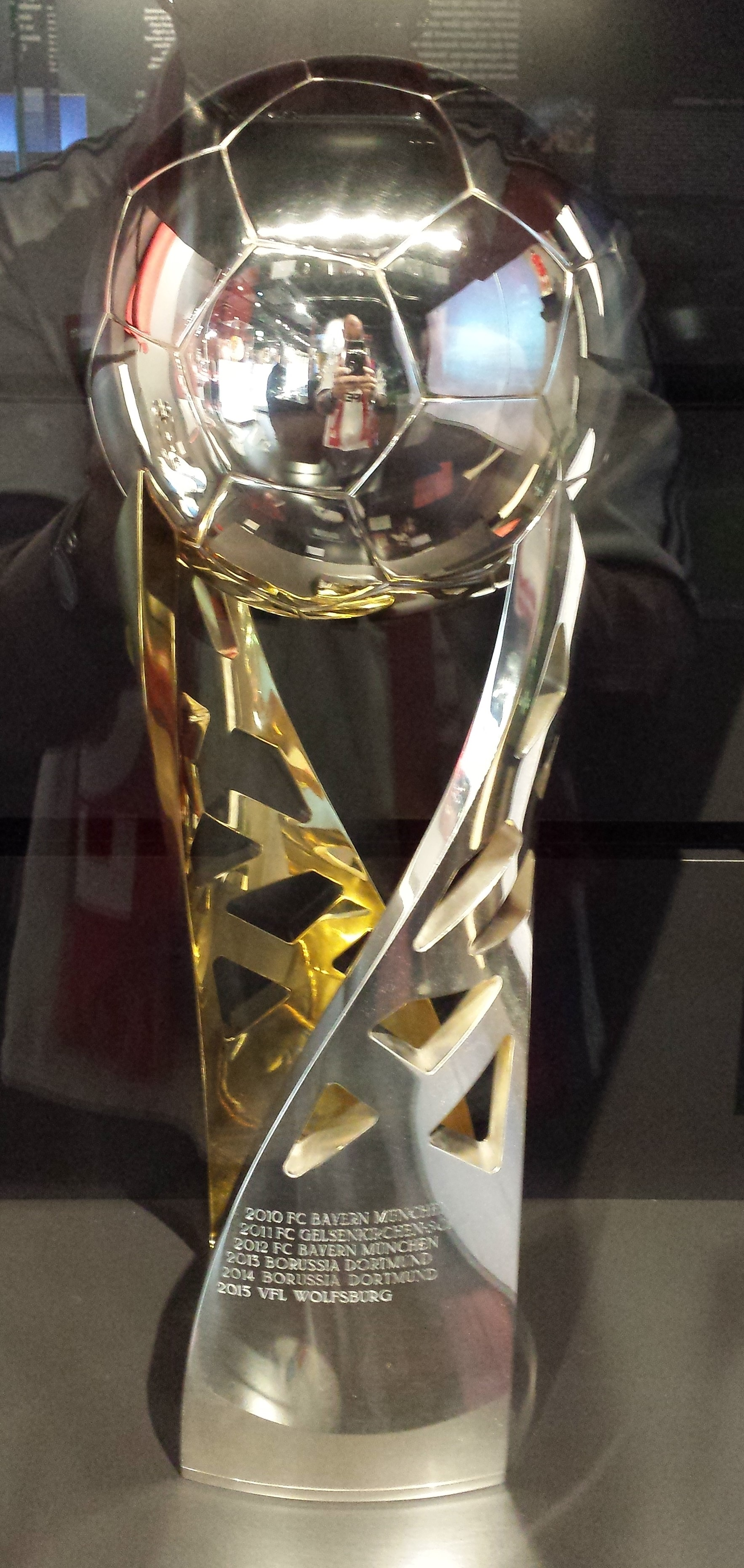
Le trophée depuis 2010.

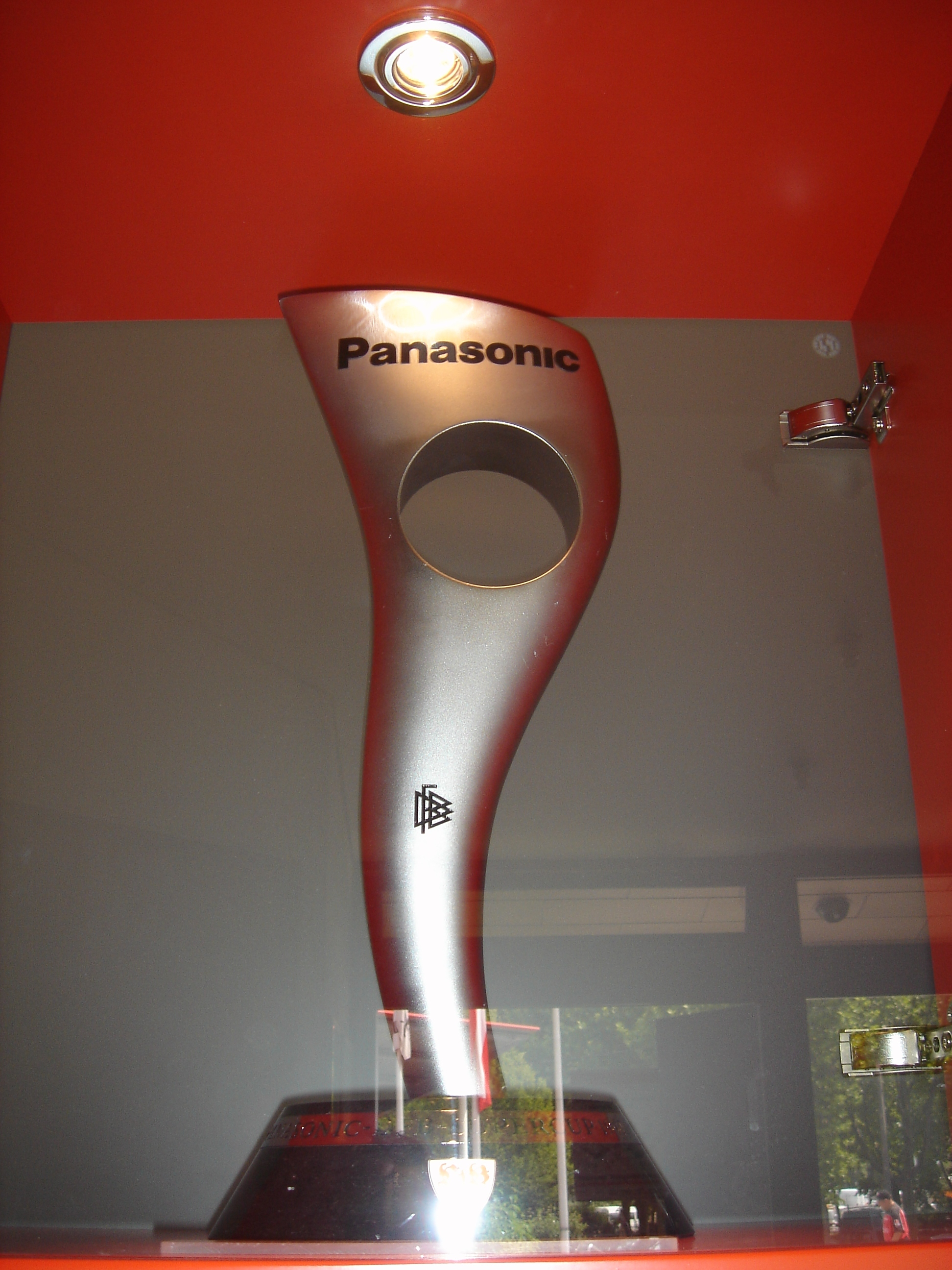
Le trophée en 1992

La Supercoupe d'Allemagne de football (ou DFL-Supercup) est une compétition de football qui oppose, périodiquement de 1972 à 1982 puis chaque année de 1987 à 1996 et de nouveau à partir de 2010, le vainqueur du championnat d'Allemagne de football au vainqueur de la Coupe d'Allemagne.
En 1997, cette compétition est remplacée par la Coupe de la Ligue.
Elle est rejouée à partir de 2008.
Lorsqu'une équipe est vainqueur de la Coupe d’Allemagne et du championnat d’Allemagne, elle jouera face à l'équipe qui a terminé 2e du championnat d'Allemagne de la saison précédente.

## Palmarès

### Supercoupes officielles
| Année                       | Champion d'Allemagne | Score            | Vainqueur de la Coupe ou 2e | Stade          |
| --------------------------- | -------------------- | ---------------- | --------------------------- | -------------- |
| 1987                        | Bayern Munich        | 2 – 1            | Hambourg SV                 | Francfort      |
| 1988                        | Werder Brême         | 2 – 0            | Eintracht Francfort         | Francfort      |
| 1989                        | Bayern Munich        | 3 – 4            | Borussia Dortmund           | Kaiserslautern |
| 1990                        | Bayern Munich        | 4 – 1            | 1. FC Kaiserslautern        | Karlsruhe      |
| 1991                        | 1. FC Kaiserslautern | 3 – 1            | Werder Brême                | Hanovre        |
| 1992                        | VfB Stuttgart        | 3 – 1            | Hanovre 96                  | Hanovre        |
| 1993                        | Werder Brême         | 2 – 2ap 7 – 6tab | Bayer Leverkusen            | Leverkusen     |
| 1994                        | Bayern Munich        | 1 – 3ap          | Werder Brême                | Munich         |
| 1995                        | Borussia Dortmund    | 1 – 0            | Borussia Mönchengladbach    | Düsseldorf     |
| 1996                        | Borussia Dortmund    | 1 – 1ap 4 – 3tab | 1. FC Kaiserslautern        | Mannheim       |
| Non joué entre 1997 et 2009 |                      |                  |                             |                |
| 2010                        | Bayern Munich        | 2 – 0            | Schalke 04                  | Augsbourg      |
| 2011                        | Borussia Dortmund    | 0 – 0 3 – 4tab   | Schalke 04                  | Gelsenkirchen  |
| 2012                        | Borussia Dortmund    | 1 - 2            | Bayern Munich               | Munich         |
| 2013                        | Bayern Munich        | 2 - 4            | Borussia Dortmund           | Dortmund       |
| 2014                        | Bayern Munich        | 0 - 2            | Borussia Dortmund           | Dortmund       |
| 2015                        | Bayern Munich        | 1 – 1 4 – 5tab   | VfL Wolfsburg               | Wolfsbourg     |
| 2016                        | Bayern Munich        | 2 – 0            | Borussia Dortmund           | Dortmund       |
| 2017                        | Bayern Munich        | 2 – 2 5 – 4tab   | Borussia Dortmund           | Dortmund       |
| 2018                        | Bayern Munich        | 5 – 0            | Eintracht Francfort         | Francfort      |
| 2019                        | Bayern Munich        | 0 - 2            | Borussia Dortmund           | Dortmund       |
| 2020                        | Bayern Munich        | 3 – 2            | Borussia Dortmund           | Munich         |
| 2021                        | Bayern Munich        | 3 - 1            | Borussia Dortmund           | Dortmund       |
| 2022                        | Bayern Munich        | 5 – 3            | RB Leipzig                  | Leipzig        |
| 2023                        | Bayern Munich        | 0 – 3            | RB Leipzig                  | Munich         |
| 2024                        | Bayer Leverkusen     | 2 – 2 4 – 3tab   | VfB Stuttgart               | Leverkusen     |
| 2025                        | Bayern Munich        | 2 – 1            | VfB Stuttgart               | Stuttgart      |

### Supercoupes non officielles
| Année | Champion d'Allemagne     | Score          | Vainqueur de la Coupe | Stade      |
| ----- | ------------------------ | -------------- | --------------------- | ---------- |
| 1940  | Schalke 04               | 2 – 4          | Dresdner SC           | Dresde     |
| 1977  | Borussia Mönchengladbach | 3 – 2          | Hambourg SV           | Hambourg   |
| 1983  | Hambourg SV              | 1 – 1 2 – 4tab | Bayern Munich         | Munich     |
| 2008  | Bayern Munich            | 1 – 2          | Borussia Dortmund     | Dortmund   |
| 2009  | VfL Wolfsburg            | 1 – 2,         | Werder Brême          | Wolfsbourg |

## Bilan par club
| Rang | Clubs                    | Titres (éditions)                                                     | Finales perdues (éditions)                   |
| ---- | ------------------------ | --------------------------------------------------------------------- | -------------------------------------------- |
| 1    | Bayern Munich            | 11 (1987, 1990, 2010, 2012, 2016, 2017, 2018, 2020, 2021, 2022, 2025) | 7 (1989, 1994, 2013, 2014, 2015, 2019, 2023) |
| 2    | Borussia Dortmund        | 6 (1989, 1995, 1996, 2013, 2014, 2019)                                | 6 (2011, 2012, 2016, 2017, 2020, 2021)       |
| 3    | Werder Brême             | 3 (1988, 1993, 1994)                                                  | 1 (1991)                                     |
| 4    | 1. FC Kaiserslautern     | 1 (1991)                                                              | 2 (1990, 1996)                               |
| 4    | VfB Stuttgart            | 1 (1992)                                                              | 2 (2024, 2025)                               |
| 6    | Schalke 04               | 1 (2011)                                                              | 1 (2010)                                     |
| 6    | RB Leipzig               | 1 (2023)                                                              | 1 (2022)                                     |
| 6    | Bayer Leverkusen         | 1 (2024)                                                              | 1 (1993)                                     |
| 9    | VfL Wolfsburg            | 1 (2015)                                                              | 0                                            |
| 10   | Eintracht Francfort      | 0                                                                     | 2 (1988, 2018)                               |
| 11   | Hambourg SV              | 0                                                                     | 1 (1987)                                     |
| 11   | Hanovre 96               | 0                                                                     | 1 (1992)                                     |
| 11   | Borussia Mönchengladbach | 0                                                                     | 1 (1995)                                     |